# محمود الصرخي
مَحْمُود الصَرخِي الحَسَني (1964-)؛ مرجع ديني في طائفة الشيعة الإثني عشرية، وهو مجتهد أو فقيه (خبير في الشريعة الإسلامية)، ولِدَ محمود الحسني في مدينة بغداد الكاظمية في يوم 27 رجب 1384 هـ.

## نسبه
هو محمود بن عبد الرضا بن محمد بن لفته بن بلول بن حاوي بن حسن بن محمد بن غزال بن جنديل بن خليفة بن سلطان النجدي بن غالب بن رشيد بن خلف بن حسين بن جاسم بن أسود بن سلهب بن مشيرف بن درع بن مغصوب بن قتادة بن إدريس بن علي (قاضي المدينة) بن صرخه بن إدريس بن مطاعن بن عبد الكريم بن عيسى بن الحسين بن سليمان (أبي عبد الله) بن علي (أبي السلمية) بن عبد الله بن أبي جعفر محمد الثعلب بن عبد الله الأكبر بن محمد الأكبر بن موسى الثاني بن عبد الله الشيخ الصالح بن موسى الجون بن عبد الله المحض بن الحسن المثنى بن الإمام الحسن الزكي بن الإمام علي بن أبي طالب.

## حياته العلمية
التحق الحسني بالحوزة العلمية وباشر تدريس المقدمات، ثم واصل تقرير دروسه وإنهاء مراحل دراسته التكميلية، وكان اللقاء مع محمد محمد صادق الصدر عندما دخل بحث الكفاية للصدر فكان يوجَه الأسئلة والمناقشات العلمية التي تدل على أنَّ الطالب قد أكمل دورة الكفاية مسبقًا، لاحقًا وجه الصدر دعوة لحضور البحث الخارج (الأصولي والفقهي) وباشر الحسني حضور دروس البحث الخارج مع الصدر.[بحاجة لمصدر]

### تقريراته وشهادة الصدر له
تولى الصرخي الحسني إمامة صلاة الجمعة في مدينة الحلة، وثم قرّر للصدر بحثه الخارج (حالات خاصة للأمر ومبحث الضد) وقد كتب الصدر معلقًا في مقدمة الكتاب شهادته التي تعتبر إشارة إلى اجتهاد الصرخي: «لقد استقرأت بالجملة هذا البحث الجليل الذي تفضل به هذا السيد الجليل ووجدته وافيًا بالمقصود مسيطرًا على المطلوب»، 

## تصديه للمرجعية
بعد مقتل محمد صادق الصدر، أعلن الحسني عن تصديه للمرجعية وإقامة صلاة جمعة سُميت جمعة المسجد الأقصى وكانت أول صلاة جمعة تقام بعد الصدر ألقت السلطات القبض على الحسني على إثر تلك الصلاة لكونها اعتبرت تحدي للنظام الحاكم الذي كان قد أصدر منعاً للطائفة الشيعية عن إقامة صلاة الجمعة في عموم العراق بعد مقتل الصدر، لاحقاً أطلق سراح الصرخي بسبب توتر الأوضاع، استخدم أنصار الصرخي استراتيجية سلمية لتخليص مرجعهم من سجون النظام من خلال التجمهر بأعداد كبيرة قرب براني الصرخي، حين وصلت أجهزة السلطة المحلية أبلغوهم بأنهم تجمعوا بشكل سلمي ولا يريدون سوى إطلاق سراح مرجعهم ومعرفة سبب اعتقاله وأنهم مستعدون للذهاب للسجن معه فيما لو لم يتم إطلاق سراحه، وتم اعتقالهم فعلياً، فسّر بعض أنصار الصرخي تحركهم هذا بأن هناك جهات أكدت للسلطة المحلية أن الصرخي ليس مرجع ديني ولا يمتلك قاعدة جماهيرية وأن إعدامه لن يسبب أي اضطراب في الشارع، تحرك أتباع الصرخي دفع النظام إلى اطلاق سراحه خصوصا أن الجماهير المتجمعة كانت مسالمة ولم تكن تسعى لإثارة أي أعمال عنف،

### الاعتقال الثاني وسقوط النظام
إلّا أنَّ النظام لاحقاً عاود مداهمة البراني واعتقال المرجع الحسني للمرة الثانية بعد مرور فترة من مقتل الصدر وعودة الهدوء للشارع، يعتقد أتباع الحسني أن مساعي حثيثة بُذلت من أجل التأكيد للنظام الحاكم أن تصفية الحسني لن تسبب أي إرباك للشارع وأنه معزول عن القواعد الشعبية ولا يتبعه سوى قلة، لاحقاً حكم النظام على الصرخي بالإعدام ولبث في السجن فترة بانتظار تنفيذ الحكم وحالت ظروف الحرب إلى تأخير التنفيذ إلى حين سقوط النظام وخروج الصرخي حراً. بعض المصادر تتكلم عن وقوع إضرابات في السجن، ومما يروى عن من كان معتقلا في تلك الفترة بأن الصرخي كان آخر سجين يغادر سجون النظام ليطوي بذلك حقبة طويلة من تاريخ مرير.

## الفكر المتين
مجموعة بحوث أصوليّة استدلالية قدمها الحسني الصرخي كدليل على أعلميته وتتضمّن تلك البحوث شرح معالم المدرسة الأصولية للسيّد محمد باقر الصدر وقد صنفها على ثمانية أجزاء: الجزء الأوّلــ: علم الأصول تعريفه وموضوعه، الجزء الثاني: الحكم الشرعي وتقسيماته، الجزء الثالث: حجّيّة القطع، الجزء الرابع: القطع ومبادئ عامّة، الجزء الخامس: مباحث الدليل اللفظي القسم الأوّل، الجزء السادس: مباحث الدليل اللفظي القسم الثاني، الجزء السابع: الأوامر، الجزء الثامن: الإطلاق، وهذه البحوث الأصوليّة تمثّل النظريّات الأصوليّة المختارة والتي يناقش فيها بعض الآراء الأصوليّة لبعض العلماء الأموات والأحياء كالسيد الخوئي والسيّد محمود الهاشمي.

## منهج الأصول
وهي تقريرات الصرخي لأبحاث أستاذه الصدر الثاني دروس البحث الخارج الأصولي، وهو في جزئين: الأول بعنوان (مبحث الضدّ) والثاني بعنوان (حالات خاصة للأمر) ويتضمن الكتاب تعليقات وإشكالات على آراء الصدر الثاني، والذي كتب بخطه وتوقيعه ما نصّه: «بسمه تعالى: قد استقرأت في الجملة بعض مطالب هذا البحث الجليل الذي تفضل به هذا السيد الجليل فوجدته وافيًا بالمقصود ومسيطرًا على المطلوب، مع الأخذ بنظر الاعتبار ما ذكره في مقدمته أسأل الله حسن التوفيق له ولنا ولجميع المؤمنين». توقيع الصدر. بالإضافة إلى أن المرجع الصدر حين سُئِل عن دليل أعلميته فإنه استدل بثلاث مؤلفات من تأليفه وبهذين المؤلفين من تأليف الصرخي كدليل على أعلميته 

### الفكر المتين/ المدخل
وهو بحوث أصولية عالية في أجزاء أربعة تتضمن نقاشات وتحليلات وتعليقات وإشكالات على أبحاث ونظريات أصولية مختلفة لأساتذة متعددين، كالشيخ الفياض والصدر الثاني وكاظم الحائري فضلًا عن بعض العلماء الأموات وهذه البحوث هي:
أصالة البراءة الشرعية / القسم الأول/ الفكر المتين: المدخل وهو بحوث أصولية عالية يناقش فيه آراء ونظريات أستاذه الشيخ الفياض في علم أصول الفقه. د. أصالة الاحتياط/ الحلقة الأولى/
وهو بحوث أصولية عالية يناقش فيه آراء ونظريات كاظم الحائري في علم أصول الفقه. ج. مبحث الأوامر/ الجزء الأول/ الفكر المتين: المدخل. عبارة عن بحوث أصولية عالية يناقش فيه آراء ونظريات أستاذه الصدر الثاني في علم أصول الفقه. د. أصالة الاحتياط/ الحلقة الأولى/
وهو بحوث أصولية عالية يناقش فيه آراء ونظريات كاظم الحائري في علم أصول الفقه.

### التبيين في الفكر المتين
وهو شرح وتوضيح وبأسلوب مبسط للحلقة الأولى من دروس في علم أصول الفقه لمحمد باقر الصدر وهو في جزئين. 4. بيان وتبيين في الفكر المتين، وهو شرح للحلقة الأولى وبجزئين. 5. التبيين في الفكر المتين. وهو شرح للحلقة الثانية من دروس في علم أصول الفقه لمحمد باقر الصدر في أجزاء خمس.

## نقطة الاختلاف
حين تصدى الصرخي الحسني للمرجعية خلفاً للصدر متبنياً لخط الصدرين ومسلكهما الاجتماعي والسياسي، واجه استعداء من قبل الجهات ذاتها التي رفضت منهج الصدر والتي سماها بالحوزة الانعزالية أو الحوزة الساكتة، قوبل تصدي الصرخي للمرجعية بالقول بعدم صحة اجتهاده وأعلميته كونه لا يمتلك شهادة أهل خبرة معترف بها من الحوزة الأخرى، وهي ذات المشاكل التي واجهها الصدر الثاني حين تصدى للمرجعية إذ أنهم امتنعوا عن الإقرار باجتهاده إلى درجة أن الصدر لجأ في إثبات أعلميته إلى أدلة أخرى منها دعوتهم للمناظرة العلمية،  يرى طلاب الصرخي أنَّ الخلاف والنقد لم يكن مبرراً لكون الصرخي دعم تصديه للأعلمية بأدلة تامة بحسب المنهج المعمول به وقياساً ببقية المتصدين، بالإضافة إلى شهادة الصدر له وإضافة لتبني دليل الصدر وهو المناظرة العلمية والمباحثة لمن لا يسعه الاطمئنان لكل الأدلة الأخرى. ويرى مقلدو الصرخي أن ثمة جهود حثيثة تبذل لإبقاء الشعب العراقي تابع لولاية ووصاية مرجعيات من خارج العراق وأن الاستعداء يتم تكريسه فقط بحق المراجع من ذوي الأصول العراقية دون بقية المرجعيات غير العراقية، ويعتقدون أن النقد لم يصدر عن علماء حوزة بل من جهات سياسية متنفذة تسعى لبقاء وتمدد نفوذها السياسي على الفكر الشيعي، لذا لا يوجد بنظرهم أي مبرر علمي موضوعي لكل ذلك النقد ولماذا لا يتم التعامل مع الأمر بروحية علمية عالية إذ أنَّ العرف السائد في الحوزة العلمية الشيعية هو اختلاف العلماء بينهم ومناقشة أفكار بعضهم البعض دون أن يعني ذلك وجود خلاف بينهم بل يرون أن ذلك هو ما أبقى الحوزة الشيعية متجددة على مرّ العصور،

### بين الخلاف العلمي والصراع السياسي
الصرخي يرى أنه كان يفترض أن ينحصر الخلاف في أروقة الحلقات العلمية ولا يدخل فيه التصارع السياسي والمناصبي، ولا يؤدي الاختلاف للنزاع والفرقة وأن يُفسح المجال لكل عالم أن يؤدي رسالته التربوية تجاه مجتمع يحتاج للمرجعية الجماهيرية غير الانعزالية، الصرخي بين ولأكثر من مرة وكذلك الصدر من قبله أنَّ ذريعة اختلاف النهج قد استخدمت للطعن الشديد في مرجعيتهم إلى حد التكفير وإباحة الدم والتهجير والإخراج من المذهب، الصرخي رد على تلك التهم بالتساؤل الاستنكاري عن أسرارها إذ أنَّ تعدد الفقهاء هو من ميزات المدرسة الشيعية ولم يبتدع هو ذلك، بل طالما كانت وما زالت الحوزة الشيعية تثرى بكثرة العلماء والدروس وتعدد المناهج وتنوع الآراء، النهج الذي يعتقد الشيعة أنه يرجع لمؤسس الحوزة العلمية الأول وهو الإمام جعفر الصادق- والذي بلغ من تقبله لاختلاف الآراء أن خرج على يديه طلاب أصبحوا أئمة للمذاهب الإسلامية الأخرى ومنهم إمام المذهب الفقهي الحنفي وإمام المذهب الفقهي المالكي فمن عادة حوزة المذهب الفقهي الجعفري كثرة العلماء وتنوع آرائهم ويشير المرجع الصرخي في ذلك أنَّ كل من يقوم بطبع رسالة عملية فإنه يرى في نفسه الأعلمية لإجماع العلماء على وجوب الرجوع للأعلم، وكل الرسائل العملية تتفق على وجوب تقليد الأعلم، ولسبب وجود مئات الرسائل العملية فكل فقيه منهم يعتقد في نفسه الأعلمية ولا يصح أن يدعوا فقيه لنفسه أن كان يقر بوجود من هو أعلم منه دون مبرر لذلك مع اشتراط بعض الفقهاء أخذ الإذن من الأعلم، لذا لم يكن الصرخي يرى من مبرر علمي لرفض منهجه دون سواه إلّا أنَّه يعزو احتمالات ذلك الرفض لأسباب سياسية من جهة ولأسباب قومية عنصرية وأن العداء ينحصر ضد علماء الحوزة من ذوي الأصول العراقية والعربية، وكذلك من أسباب العداء هو ما استجد حول ولاية الفقيه الإيراني، ويرى أنصار الحسني أنّ الأدلة تؤكد أنَّ كل فقيه عراقي تصدى لمقام الأعلمية فإنه تعرض للهجوم الشديد، الصرخيون يستدلون بما واجهه الصدر الثاني من الطعن الذي أدى به أن يصرح قائلا (لقد بذلت أموال طائلة ضدّي حتى صار من المسلمات عند الشيعة أني عميل) الأمر الذي لم يكن متعارفاً في الأوساط العلمية إلّا في فترة متأخرة.

### الصرخي وأستاذيه
جرت مبادرة من المرجع الصرخي إلى إنهاء الاحتقان الذي تتسبب به وسائل الإعلام الإيرانية، ومن خلال إشادته بالمراجع الآخرين ووصفهم بالأساتذة ورفع صورهم في المكاتب في فترة شهدت احتقان بسبب تدخل رجال السياسة في شؤون الحوزة ونشر ثقافة تحريم وتجريم مناقشة ونقد العلماء والمراجع ومنح العالم قداسة من النقد تبلغ حد العصمة، الصرخي حاول تهدئة المقلدين من كافة الأطراف وإرسال وفود الزيارة وأمر أتباعه برفع صور المرجعيات الأخرى  في محاولة لتأديب الشارع ونشر فكرة تقبل الاختلاف وتهدئة الخلاف وأن يبقى اختلاف علمي بدون تدخل جهات سياسية وحزبية وأعلام الدول المجاورة.

## مواقفه السياسية
عرف الصرخي بآرائه الناقدة للأحزاب التي حكمت البلاد ونقل عنه قوله: إنَّ «المكر السياسي في العراق فاق كلّ مكر العالم»، وقوله: إنَّ «أهل السياسة لا دين لهم» في إشارة إلى رفضه للصبغة الدينية الطائفية التي سعى رجال الحكم أن يلبسوها صراعاتهم السياسية. انتقد المرجع الصرخي مواقف بعض المرجعيات مما يجري في العراق ومنها مواقف المرجع الإيراني آية الله علي السيستاني من الغزو الأميركي للعراق، إذ يرى الصرخي أنه لا يجوز لمرجع شيعي إمضاء دستور وضعه وأشرف عليه حاكم منصب من سلطات احتلال عام 2003. وكذلك رفضه الفتوى الطائفية الخاصة بالجهاد. وحسب ما ذكره في لقاء متلفز فإن هذا الموقف هو سبب الهجوم على مقره مطلع يوليو/تموز 2014. وقد أكد الصرخي ذلك في خطبة الجمعة أواخر يونيو/حزيران. وعقب الهجوم على مقره اتهم الصرخي رئيس الوزراء نوري المالكي بإعدام ثلاثين من أتباعه ومهاجمة مقراته في كربلاء بالصواريخ وقصفها بالطيران ردًا على دعوته لحل أزمة ساحات الاعتصام سلمياً وتأييده لمطالب المحتجين في المحافظات الشمالية. كما يعرف آية الله الصرخي بمواقفه المناوئة لنظام ولاية الفقيه بنموذجه الإيراني وينتقد تدخل دول الجوار في الشأن العراقي بتلك الذريعة. ويلاحظ المراقب أنّ الصرخي يتعرض بين فترة وأخرى لهجمات مسيئة على مواقع متشددة بتهمة مخالفة الإجماع وتهم متعددة تنتقد كل ما يصدر منه. وقد صدر منه ما يقارب 83 بيان بما يتعلق بالوضع في البلد 

### موقفه من نظام صدام
يذكر المرجع الصرخي في نبذة عن حياته بأنه حين تولى شؤون الحوزة بعد شهادة المرجع الصدر وتعرض للاعتقال فإن نظام صدام وأثناء الاعتقال عرض عليه مسك زمام الحوزة وأن يتسلم كل ما كان للصدر من مؤسسات ومكاتب ومساجد مقابل عدم معارضة النظام، لكن معارضته لسياسة النظام في الإدارة الخاطئة للبلد دفعته لأن يرفض ذلك بالإضافة إلى قوله بأنه يبتغي إدارة شؤون الحوزة بشكل علمي سلمي وأن يتصدى للقضايا العلمية دون التورط بأي صراع سياسي مع أي جهة وأنه لا يسعى سوى لتهيئة وتنمية المجتمع المسلم علميًا وأخلاقيًا وثقافيًا ولا يريد أن يتعرض لما تعرض له الصدر من ظلم. ورغم أنه لم يدع إلى حمل السلاح لكن النظام السياسي الحاكم لم يتقبل وجود مرجع غير موالي للنظام، لذا واجه الحبس لمرتين متعاقبتين انتهت الأولى بإفراجهم عنه والثانية استمرت حتى سقوط النظام البعثي.

### موقفه من غزو العراق ومحاولات تصفيته
بسبب رفض الصرخي  للغزو الامريكي ورفضه إمضاء الدستور بحجة أنه تمت كتابته تحت إشراف قوات محتلة ورفض تأييد نظام المحاصصة السياسي رغم وعود سلطة الاحتلال المدنية أنه سيجلب الديمقراطية والرفاه للعراق، الصرخي أكد في بيانات متتالية بأن تلك العملية السياسية ستقود إلى تقسيم العراق إلى حصص ووضع ثرواته بيد حكومة غير كفوءة على إدارته وسيقود العراق إلى الهاوية، البيان الرابع الذي أصدره المرجع الصرخي الذي وقف فيه بالضد من قوات الاحتلال والحكومة التي نتجت عنه ومن دعمها من رجال الدين كان سبباً في توجه العداء ضده  أدى ذلك إلى وقوع اعتداءات كثيرة على مدى سنوات تسببت بتغييب الصرخي عن الساحة،

### هجوم القوات الأمريكية وأحداث الشعبانية
الاعتداء الأول وقع بعد فترة قصيرة من احتلال العراق في قرب حلول شهر رمضان في 16 أكتوبر 2003  قرب بيت الحسني الصرخي في كربلاء حيث جرى تطويق بيت الصرخي من قبل رتل عسكري أمريكي مكوّن من أربع عربات مدرعة طالبت حراسه بتسليم سلاحهم، كان ذلك أمراً مستغرباً لكون الوضع الأمني غير مستقر ولوجود تهديدات مؤكدة بحق المرجعيات الدينية خصوصا بعد وقوع جريمة قتل بشعة حصلت بحق أحد رجال الدين في النجف. مطالبة القوات المحتلة بتسليم السلاح لم تشمل جميع المرجعيات بل فقط توجهت الدوريات الأمريكية إلى بيت المرجع العراقي الصرخي بالتحديد منتهكة بذلك الحصانة التي يفترض أنها تمنح للمرجعيات الدينية وحق الدفاع عن النفس مع وجود التهديدات، إلى هذا اليوم لم تقدم القوات الأمريكية توضيح لحيثيات الهجوم وغرضه. أسفر الهجوم عن مقتل قائد الكتيبة 716 العقيد كولونيل كيم أورلاندو Col. Kim S. Orlando وضابطين آخرين Staff Sgt. Joseph P. Bellavia and Cpl. Sean R. Grilley وجرح سبعة جنود من قوات الاحتلال إثر مقاومة مستميتة وغير متوقعة صدرت من أتباع الصرخي، الضربة التي تلقتها القوات المحتلة اعتبرت أكبر خسارة في المراتب تتعرض لها القوات الأمريكية في هذه الحرب حيث يذكر أن إسقاط العراق من شماله إلى جنوبه لم يكلف قوات التحالف رتب عالية تصل إلى قائد كتيبة. لم تتمكن القوة المهاجمة من قتل الصرخي وتمكنت من قتل 11 من أتباعه، وكذلك قتل على أثر الهجوم مجموعة من المدنيين العزل من زوار مكتبه ومن مؤيديه وجرح العشرات منهم، هذا بحسب رواية الجانب العراقي والوثائق والشهادات التي أكدت أن القوات المحتلة هي من فتحت النار أولاً ولم تتعامل مع حمايات البراني كحراس لمرجعية دينية بل عاملتهم كمجموعة مسلحة وأن عليهم إلقاء السلاح دون مراعاة استحالة إلقاء سلاحهم في مثل تلك الظروف وترك مرجعيتهم تحت رحمة قوات مجهولة الهدف يعتبر وجودها داخل المدن المقدسة غير مسموح، يذكر أنصار الصرخي أن القوات المحتلة لم توضح لهم سبب الهجوم وإلى هذه اللحظة فيما أن كان متعمد لتصفية المرجع المناوئ الأكبر لتواجدهم في العراق أم هو سوء تصرف واستهتار بحساسية الوضع من قبل قائد القوات المحتلة، بالإضافة إلى أدلة تشير إلى تورط جهات سياسية ودينية بإثارة الوضع وإيصال معلومات تحريضية، الصرخي لم يكن يسعى للعنف وكان يدعو للمقاومة السلمية بالعلم والفكر بحسب تصريحاته، أما من الجانب الأمريكي فإن السبب المعلن للمداهمة كانت لغرض التفاوض على نزع السلاح من حراس المرجع الحسني دون تبيان مبرر واضح لذلك سوى عدم السماح حتى بالسلاح الشخصي لحراس الحسني الأمر الذي لم يتم تطبيقه مع المرجعيات الأخرى مما يرجح صحة الرواية العراقية وإدانة الجانب الأمريكي وتحيزه في التعامل المزدوج مع رجال الدين، وقد أقر بعض جنود الاحتلال بأن العراقيين صرحوا بوضوح أن الاحتلال فتح النار أولاً وأنهم لو كان خططوا لكمين فكان يمكنهم تدمير كل العربات بدون خسائر، وكانت بركة من الدماء العراقية تشير أن حماية براني المرجع تلقوا ضربة مباغتة في مكان تجمعوا فيه للتفاوض ولم يتوقعوا أن يتم فتح النار عليهم من قبل الأمريكان وأن آثار برك الدم تبين أنهم لم يكونوا في تجمع دفاعي عسكري يبيت غرض مسبق للقتال الأمر الذي يدفعهم للجزم أن الهجوم كان مخططاً له من قبل الاحتلال وتوجد آراء أخرى تؤكد عن قيام بعض الجهات بنقل معلومات تحريضية ضد الصرخي تسببت بالهجوم واعتماد الاحتلال على مصادر شديدة العداء لمنهج الصرخي ولم تتقبل التعايش السلمي معه،

### اعتداءات ما بين 2006 و2011
جرت بعد ذلك الهجوم عدة تعديات وهجمات أخرى تؤكد وجود نية مبيتة لتصفية هذا الرجل من قبل جهات متحكمة واستثمار علاقاتهم الجيدة مع الأمريكان لإزاحة كل من يعارض وسيلتهم للحكم في العراق، محاولات أخرى حدثت من قبل قوات الاحتلال الأمريكي لمداهمة مكتب المرجع الحسني من أجل القبض عليه، لاحقاً قامت قوات الاحتلال بتوزيع منشورات تعلن فيها عن مكافئة مادية لمن يساعد في القبض على المرجع الصرخي الحسني متهمة إياه بعرقلة عمل قوات التحالف في العراق رغم أنه لم يكن يقود عمليات مسلحة بل كان يكتفي بالعمل كمرجعية دينية وكانت مجمل بياناته تبين أسباب رفضه للاحتلال وسياساته وأن الرفض سببه الخطأ الكارثي لتلك السياسات الخاطئة، الهجمات والإساءات استمرت في الأعوام 2006 إلى العام 2011 أي أن القوات المحتلة وحلفائها من أحزاب استمرت بمحاولات للتخلص منه منذ السنة الأولى لغزوها العراق إلى السنة الأخيرة للإنسحاب وتسليم السلطة بيد قادة سياسيين ولائهم الكامل للاحتلال وللجوار،

### موقفه من الانتخابات
حين وقع العراق تحت الغزو الأمريكي الذي توعد بإقامة حكم ديمقراطي نموذجي وأجمع رجال الدين والنخب السياسية في المنطقة الخضراء برعاية أمريكية وإشراف أممي على التأسيس للعملية السياسية وإصدار الدستور والقوانين بتلك الصيغة النهائية والتي عرضت للشعب لغرض التصويت والتي حظيت بمباركة المراجع الدينية الإيرانية وتأييدها لتلك العملية وما جرى لاحقًا من فشل العملية السياسية وذهاب العراق نحو الفساد والخراب ونحو مستويات تصنيفية متدنية اقتصاديًا وسياسيًا وأمنيًا وخدمياً وخسارته أموال طائلة والتشريد والموت الذي تعرض له الشعب في فشل واضح ملموس لتلك العملية السياسية غير أنَّ ما يحسب للمرجع الصرخي موقفه منذ الأيام الأولى وتحذيره من تلك التشريعات وأنَّ الآلية التي تسير بها تلك العملية السياسية لن تنتج إلّا نتائج سلبية وسيقع العراق ضحية صراع حزبي نفعي أسست له العملية القائمة على أساس المحاصصة وفي وقت صدرت الفتاوى بوجوب التصويت للدستور وأمرت الشعب بوجوب الانتخاب وبشرت أنَّ هذه العملية ستحقق للشعب العراقي طموحاته لكن الصرخي خالف تلك الآراء ووقف ليحذر وينتقد بأن الظروف والحيثيات التي كتب بها الدستور وأسست لها تلك العملية كانت تعاني من ثغرات قاتلة ومدمرة، ومن البيانات التي أصدرها ونشرت على موقعه الرسمي وفي جميع مكاتبه هو البيان 17 لآية الله الصرخي والذي يعتبر من البيانات المهمة في تاريخ العملية السياسية المعاصرة.
نص البيان الكامل هنا

### بيـــان رقم 17
((المرجعية العليا والانتخابات)) بسم الله الرحمن الرحيم سماحة المرجع الديني الحسني بعد الاستفتاء الأخيّر الذي صدر من سماحتكم بعدم وجوب المشاركة في الانتخابات، سمعنا الكثير عن ما صدر من بعض المرجعيات الدينية الأخرى فتوى وجوب المشاركة ويشير البعض إلى أن هذا الحكم الوجوبي يمثّل جميع المرجعيات الدينية لأن سكوت البعض الآخر يعتبر إمضاء للحكم، يرجى من سماحتكم بيان رأيكم في الأمر.
بسمه تعالى: أولًا: كما بيّنا في الاستفتاء السّابق بعدم وجود دليل شرعي أو عقلي يدل على وجوب المشاركة في الانتخابات، بل يمكن أن يكون الدليل الشرعي والعقلي بل والأخلاقي والتأريخي على خلاف ذلك، فيُحكم بحرمة المشاركة شرعاً وأخلاقاً إذا كان المتوقع من الانتخابات:
1- تكريس الاحتلال وما رشَحَ عنه من فساد وإفساد وجور وظلم وقبح وضلال.
2- تعميق الخلافات القومية والدينية والمذهبية والدنيوية بين أبناء العراق الحبيب، وهذا يعني بقاء ودوام وتأصيل الحالة المأساوية المرعبة من انتهاك حرمات وسفك دماء وزهق أرواح.
ثانياً: نحذّر أنفسنا والآخرين ممن يتصدّى للمرجعية ظاهراً، من الانزلاق في الّلعبة السياسية والوقوع في شركها، ولا يخفى على الجميع أنّ رموز الكفر والإلحاد ومن سار معهم يطالبون بإجراء الانتخابات بل هم من وضع ذلك الموعد للانتخابات وليس المرجعية، فعلى المرجعية أن تتعظ فلا تكرر الوقوع في الحرام وارتكاب الأخطاء في تأييد المحتلين وشَرْعنَة أفعالهم ومشاريعهم المهلكة المدمرة.

## الاعتداءات والتدخلات الإيرانية
في العام 2006 تعرض الصرخي لحملة إساءات من قبل الإعلام الإيراني ونشر قضايا أثارت الغضب في الشارع من أمثلة ذلك ما حصل من على فضائية إيرانية أساءت للصرخي واتهمته بتهم مسيئة صدرت من الشيخ الكوراني، حيث ادعى بأنه لم يتسنى له التأكد من صحة التهم لكنه مع ذلك نشرها على قناة فضائية دون تحقيق وسؤال عن صحتها بحسب تصريحه، أدى ذلك إلى موجة غضب شعبي وسط أتباع الصرخي في العراق خصوصا وسط موجة استياء جراء تغييب مرجعيتهم الروحية عن الساحة دون المراجع الآخرين، أدى ذلك إلى خروج مسيرات احتجاجية في البصرة وكربلاء مطالبة باعتذار إيراني وتصحيح للخطأ، ولكن القنصل الإيراني لم يستقبل المتظاهرين ولم يقدم أي اعتذار رسمي مما أشعل الغضب واقتحمت التظاهرة مبنى السفارة الإيرانية وأنزلت العلم الإيراني وقامت برفع العلم العراقي، السلطات الإيرانية لم تقدم أي اعتذار بعد ذلك بل استمرت بتبني حملة الإساءة والاعتداء وتزامن ذلك مع نشر صورة مسيئة نسبت للصرخي. حكومة إيران واصلت تدخلها في الشأن العراقي وإبعاد كل من يعارض تمدد نفوذها لذا تلقي الصرخي النصيب الأكبر من الحملة الإعلامية والتي تظهر بوضوح ما بثه إعلامهم من اعتداءات على مدار السنوات 

## موقفه من الطائفية
يرى الحسني أن الأحداث التي شهدها العراق كرّست الطائفية حين ارتفعت أصوات التطرف والانقسام مقابل ضياع أصوات الاعتدال، وفي ظلّ نظام ودستور أنشئ على المحاصصات الطائفية وتحت وطأة الأعمال الإرهابية والمجازر المستمرة كانت أصوات التطرف ترتفع وأصوات الاعتدال تكاد تنعدم إثر كل حادثة تفجير أو قتل انتقامي وانتشار أعمال القتل على الهوية الطائفية والاسم، الصرخي انتهج نهج مخالف وتبنى الدفاع عن الطائفة السنية لاعتقاده أنهم لا يملكون الأصوات المدافعة عنهم وأن ممثليهم وقادة كلتهم يدفعون أيضا نحو الاحتقان والتخندق لنيل الأصوات والمكاسب الانتخابية ولذا فإنه أعلن عن رفضه التفرقة بين العراقيين بحسب المذهب وأن الطائفة السنية اُضطُهدّت تماماً كما هو حال الشيعة وأن جرائم النظام السابق لم تكن تمثل السنة كما أن جرائم هذا النظام الحالي لا تمثل الشيعة بل هي أفعال الساسة والحكام وكان يلقي باللائمة في كل بياناته على الجهة التي تتصدى للحكم سواء كانت قوات احتلال أو حكومة منتخبة سنية أو شيعية، وأن الملام على كل جريمة هم الساسة ورجال الدين المتصدين وليس الشعوب والطوائف، ذلك الرأي شدد الحملة ضده واعتبر مرة أخرى يخالف الإجماع ووصل الأمر إلى اتهامه بالولاء لنظام البعث ودول الجوار وانحيازه للسنة، ويوجد عشرات الأدلة والمواقع والمقالات التي تبين نشر تلك الاتهامات من قبل الجهات المتحكمة وأحزاب السلطة بل الغريب أن الوسائل الإعلامية التي تدعي الدفاع عن السنة والانتماء لهم فهي كانت تزيد من الحملة ضده مما يدفع للتساؤل حول حقيقة ما يجري معه ولماذا كل القوى الحاكمة ووسائل الإعلام تتحد ضد مرجعيته دون أي استثناء 

## موقفه من الاتفاقية الأمنية
في العام 2011 كانت قوات الاحتلال تستعد للانسحاب من العراق وتسليم السلطة للأحزاب العراقية بعد احتلال غير مبرر للعراق دام 8 أعوام، الأحزاب الحاكمة رحبت باتفاقية الانسحاب واعتبرتها من أهم منجزاتها التي تعيد السياد للعراق، ولم تبدر معارضة قوية وحازمة للاتفاقية من القوى الوطنية سوى الاعتراض الشديد من قبل مرجعية الصرخي الحسني الذي أصدر بيان يعترض فيه على بنود الاتفاقية ويبين فيها رأيه بأنها احتلال جديد مغلف  وشوهد أنصار الصرخي يخرجون بشكل متواصل لعدة جمع متتالية للتنديد بالاتفاقية واعتبارها غير لائقة ومنتهكة لسيادة العراق لكن غياب الغطاء الإعلامي سبب في كتم أصواتهم وآرائهم عن الشارع مرجعية السيد السيستاني كانت قد تركت أمر الاتفاقية للحكومة والبرلمان، وثم رأى أن الصيغة النهائية للاتفاقية هي أفضل الخيارات المُـمكنة للعراق وأن المرجعية لن تعتَـرض على الصيغة الأخيرة مع التأكيد على التوصّـل إلى إجماع يظهر تأييد مکوّنات الشعب عن طريق القوى السياسية الرئيسية الممثلة للشعب مع رفض أي اتِّـفاق يمسّ بالسيادة العراقية. حكومة طهران التي كانت أول مَـن عارض الاتفاقية خففت اعتراضها بعد أن خضعت الاتفاقية لنقاش طويل ولأربع تعديلات، ترى أنه سيكون من الأسهل قبول الاتفاقية بعد انتخاب باراك أوباما الذي أعلن أنه ينوي سحب القوات الأمريكية من العراق قبل منتصف عام 2010، إيران أعطت بذلك الضوء الأخضر لحلفائها العراقيين لتمرير الاتفاقية بعد التعديل الأخير الذي لا يسمح للقوات الأمريكية باستخدام العراق كقاعدة لشنّ هجوم على جيرانه  في النهاية يمكن القول أن المرجعيات الرئيسية لم تكن معترضة بشكل قاطع ومررت الاتفاقية، التيار الصدري الذي هو ليس مرجعية دينية بل هو جهة سياسية تقر بالدستور وتدعم العملية السياسية اعترض على تمديد بقاء القوات الأمريكية وطالب بالانحساب، لاحقاً مقتدى الصدر منح في يوم الأربعاء تشرين الأول 2011  موافقته على بقاء قوات أمريكية في العراق لأغراض التدريب شرط انسحاب جميع القوات الأمريكية الأخرى، الحسني واصل رفضه التام للاتفاقية ورفض بقاء الشركات الأمنية والمدربين إلى حد أنه أطلق عليها (اتفاقية بقاء لا اتفاقية انسحاب) وأنها تمهِّـد لمفاسد كثيرة ستقع وتمهد لسيطرة أمريكية على الموارد النفطية العراقية كما ورد في بيانه، الصرخي كان يريد نهاية للغزو دون أي شروط مع التكفل بإصلاح وتعويض كل الأخطاء التي تسبب الاحتلال بها، رئيس الوزراء المالكي صرح بأن منتقدو الاتفاقية يريدون بقاء القوات الأمريكية الأمر الذي يعتبر غير منصف ومتجاهل لبيان الصرخي الحسني.

## موقفه من أحداثالموصل
حين اندلعت موجة الاحتجاجات في المنطقة الغربية دعا الصرخي إلى حل الأزمة بطرق سلمية وأعلن عن مشروعية المطالب الجماهيرية وعرض نفسه كواسطة بين الحكومة والمحتجين وكادت الأزمة أن تنفرج خصوصا مع صدور تصريحات حكومية تؤيد مطالب المعتصمين، ولكن التعنت الحكومي والقرار الذي صدر لاحقاً بقمع التظاهرات وقاد إلى الفوضى أنهى مبادرات الحل الدبلوماسي، لاحقاً قادت الأحداث نحو فوضى داعش وسقوط الموصل في خضم تلك الفوضى الهائلة كان حل المرجعية الإيرانية بإصدار فتوى جهاد كفائي.

### انتقاد فتوى الجهاد المذهبي
مرة أخرى الصرخي خالف المرجعيات الإيرانية وصرح بأنَّ إعلان فتوى جهاد كفائي سوف يحسب بأنه تحشيد مذهبي وأعلن أنَّ ذلك الحل سيئ جدًا ويمكن لداعش أن تستثمره لتحشيد مذهبي مقابل، ويرى الصرخي أنَّ ذلك يمكنه أن يمد أمد القتال لسنوات. وكانت سياسة المرجع الصرخي في حل الأزمة تتمثل في عزل داعش وعزل أصحاب الفكر التكفيري الإرهابي عن الجماهير التي خرجت أول الأمر تطالب بحقها وتعرضت للقمع وأدى سقوط الموصل لاختلاط الفريقين بين أصحاب المطالب المشروعة المدنية وبين دعاة إقامة دولة خلافة اسلامية بنهج متطرف. ويرى أنه بالإمكان تفادي الحرب الطائفية وتفادي انضمام تلك الشرائح لتنظيم الدولة ومنع تنظيم الدولة من استثمار فتوى جهاد تصدر من مرجعية شيعية في تحشيد مذهبي أممي وتقود إلى جهاد مضاد وتجميع أبناء الطائفة السنية من كل العالم في العراق بحجة الدفاع عن أهل السنة من هجوم حشود تحمل صفة مذهبية باسم الشيعة وليس جيش وطني رسمي، ويؤكد الحسني أن هذا هو ما استثمرته فعلًا قيادات تنظيم الدولة وحصلت على إمداد بشري كبير تسبب بإطالة أمد الحرب بدلاً من عزل المجاميع القليلة التي كانت متواجدة في بداية الأزمة والتي قدرت بين 400 إلى 1000 مقاتل لا غير، لذا سعى الصرخي أنَّ يعزل الفئات الجماهيرية المنتفضة والتي خرجت مطالبة بحقوق أقرتها الحكومة وممن لا يحمل الفكر المتطرف ولا يسعى لإقامة دولة خلافة ولا يريد تكرار تجربة تنظيم القاعدة المأساوية، وسعى الصرخي إلى طرح التفاوض مع الفرق المعتدلة أو كل الفرق التي هي دون تنظيم الدولة والتي يمكن الوصول معها إلى حل بلا قتال ومنحهم الأمان وضمانات بتحقيق مطالبهم وأن يتم حصر داعش في مناطق محددة وضمن الأيديولوجية الفكرية التي تحملها والتي يرى أنَّ معظم سكان المدن الغربية لم تكن ترغب بداعش واستدل الصرخي بذاك على موجة النزوح المليونية لاحقاً أن المكون السني لا يريد دولة خلافة دينية بل يريد دولة مدنية متحضرة وأن نزوح ملايين السنة أفشل مخطط داعش وأن من بقي يمكن تحييده ومنعه من الوقوع في شرك داعش لو اتخذت الحكومة الخطوات التي أراد المرجع الصرخي تنظيمها بعزل داعش عن غيره، وكان ممكن بحسب وجهة نظره كسب كل هذه الفئات قبل إعلان فتوى الجهاد الديني الذي سيكرس تواجد داعش ويثير خوف طائفي يدفع الآلاف للانخراط في صفوف داعش كما يعتقد الصرخي وهذا ما جرى لاحقاً وطالب الصرخي من حكومة الأحزاب بأن تثبت فعلًا أنَّ كل من خرج وكل من ثار وكل من تظاهر وكل من بقي محاصر في المدن السنية هو داعشي حقيقي وإرهابي ولا يمكن إنقاذه من الانضمام للتنظيم وبالتالي يجب إعلان الجهاد ضده، وأعلن أنه إن تم الأمر بهذه الصورة فإنه سينظم للقتال كأول المتطوعين، وإلّا فإن كان هناك جهات يمكن تحييدها وكسبها وإنقاذها فإنه وقبل فتوى جهاد طائفية تحشد الشعب دينياً وتصب لصالح التنظيم الإرهابي فإنه سعى إلى محاولة إنقاذ وتحييد ما أمكن من العشائر والمدن السنية من الحرب.

### محاولة منع انخراط المتطوعين لتشكيلات حزبية مليشياوية
النقطة الأخرى أنه رأى أنَّ الجيش العراقي يمكنه أن يصد تنظيم داعش وأن مثل تلك الأزمات الوطنية لا تحل بفتوى مذهبية في بلد يتكون من مكونات مختلفة وأحزاب بل لا بد من فتح باب التطوع للجيش الوطني حصراً وحصر السلاح بيد الجيش وفي حالة وجود نقص أو خلل في صفوف الجيش فإنه يتم تشكيل قوات رسمية وطنية لا تتبع للأحزاب ولا تتبع لمذهب معيّن، وكانت وجهة نظر المرجع الصرخي أن تشكيل حشد بفتوى دينية فإنه بالإضافة إلى أنه يخدم داعش فإنه قد يتم استغلاله من قبل الأحزاب السياسية المتحكمة لتشكيل أذرع عسكرية مسلحة وهذا ما حصل حيث لم تفتح حكومة رئيس الوزراء المالكي الباب للتطوع لتشكيل جيش شعبي وطني بل تم فتح مقرات الأحزاب الدينية حصرًا لاستقبال حشود المتطوعين هذا ما قاد إلى أن يغص البلد بعشرات التشكيلات المسلحة الدينية وبات كل حزب يملك ذراع عسكري يقوده أمير حرب وينافس الجيش الوطني العراقي وهذا ما قاد لاحقاً إلى أنَّ أحد قادة الأحزاب أعلن بفخر أنَّ (قواته تمتلك أسلحة أقوى من الجيش العراقي الوطني).

### استراتيجية مواجهة داعش والخوارج
يرى أتباع مرجعية الصرخي أن خطة مرجعيتهم مشابهة لسياسة علي بن أبي طالب في تعامله مع فتنة الخوارج النهروان، ولأن الأحداث والظروف كانت مشابهة جداً، حيث عمّت الفوضى والهرج بعد قتل الخليفة عثمان مما أدى إلى ظهور أولى تشكيلات الخوارج الذين اندسّوا بين الجماهير الغاضبة والمنتفضة وقادوا تجمعات ضخمة تطالب بحكم متشدد وتكفر كل الخلفاء وكل مسلم لا يأخذ بنهجهم ويبيحون دمه الأمر الذي يمثل بذرة فكر داعش الأولى، وجرت حادثة مشابهة إلى حد ما لأحداث معسكر سبايكر حيث تم أسر وقتل عبد الله بن خباب بن الأرت وزوجته وطفله وبضع نساء ذبحوا على ضفاف الفرات ليصطبغ النهر بدمهم على غرار مأساة سبايكر، تجمع حشود الخوارج في النهروان ووصول علي بن أبي طالب بجيشه لم يدفعه لإعلان فتوى الجهاد والحرب ضد الخوارج مباشرة بالرغم مما ارتكبوه من أفعال أثارت الرعب في الكوفة بل إن علي سعى إلى تقسيم وتفتيت معسكر الخوارج وعزل وتحييد من يمكن عزله من الناس ونشر راية ونادى أن من أتى إليها فهو آمن وأنقذ خلق كثير ثم راح يقسمهم فرق ويخاطب كل فرقة على حدة حتى ما بقي مع الخوارج إلا من كان فعلا خارجي مُصرّ على هذا النهج ورضا بمجزرة ذبح الخباب والنساء وإلا من كان فعلا داعشي كما يصفهم الصرخي، ولذا حين أعلن علي بن أبي طالب الجهاد بعدها كانت المعركة سريعة وخاطفة وكانت خسائر جيش علي بن أبي طالب لا تذكر مقابل إبادة جيش الخوارج، وعلى عكس هذا المنهج تماماً كان إعلان الجهاد الطائفي وإطلاق الحرب قبل عزل كل من يمكن عزله وقبل مفاوضة العشائر وقبل مخاطبة من يمكن مخاطبته وإنقاذ المدن والقرى والبلدات التي تقف مع الجيش الوطني وإطلاق جيش من المتطوعين مع توعية كافية مشددة بأن لا تكون الحملة انتقامية تتهم المكون السني بأنهم دواعش بل الهدف هو إنقاذ السكان وطرد ال 400 مقاتل قبل أن يتحولوا إلى مئات الآلاف، عدم حصول كل ذلك هو ما سبب إطالة زمن الحرب لسنوات وكبد العراق خسائر فادحة بالأنفس والأموال لا يمكن أن تعوض أبداً،
لاحقاً وبعد انتهاء الحرب المدمرة حدثت أزمة سياسية ثانية حول كركوك وكادت أن تتسبب بحرب مشابهة بين العرب والأكراد وحصل تحشيد إعلامي وتهييج قومي وتخندق واستعداد نفسي لحرب جديدة، الحكومة أظهرت شيء من الحكمة وانتهت الأزمة بالتفاوض وأوقفت القتال، شرائح كثيرة من الطبقات المثقفة ومن الشعب العراقي راحت تتسائل فيما لو لم يكن المالكي هو رئيس الوزراء في أزمة الاعتصامات وماذا لو لم يتخذ قرار مهاجمة الساحات وقبل بمنح المطالب وماذا لو أنهى الأزمة سلمياً واستمع لرأي العقل ألم يكن ممكناً للعراق والعالم أن يتجنب كل ما جرى من مجازر؟

## أحداث مجزرة كربلاء
الحزب الحاكم برئاسة نوري المالكي لم يتقبل وجهة نظر المرجع الصرخي واستراتيجيته الساعية لعزل داعش عن المواطنين العراقيين السنة قبل إعلان حالة الجهاد، ولم يتقبل رأيه بتحديد وتشخيص حدود ساحة المعركة وإزالة الصورة الفوضوية قبل إعلان الجهاد بفتوى دينية، الأحزاب الدينية الحاكم وجهت اتهامات خطيرة للصرخي بالتعاون مع داعش في جو من الفوضى والغضب وخندقة طائفية عمت البلاد، ثم وبشكل غير مفهوم هاجمت قوات تابعة لمكتب رئيس الوزراء نوري المالكي مكاتب الصرخي وتعرض منزله ومكتبه للقصف بسلاح الطيران،  لاحقًا ادعى ممثل الحزب الحاكم العثور على مصنع عبوات لا مثيل له في الشرق الأوسط في بيت المرجع، إلا أنَّ الهجوم على مكتب الصرخي تزامن معه تصوير مباشر ولم يظهر أثناء التصوير أي مصنع عبوات ولا وجود لسلاح ثقيل ولا عدد كافي من الأفراد لدعم تهمة احتلال العتبة ولم يكن سوى مكتب مرجعية بحمايات محدودة. واعتبر الصرخيون تلك الاتهامات كيدية من نظام ولاية الفقيه لإزاحة الصرخي من العراق كونه يواصل الاعتراض على سياساتهم ويتسبب وجوده بمشاكل لهم خصوصا بعد اعتراضه على استغلال الأحزاب الدينية للفتوى من أجل عسكرة المجتمع المدني. انجلت مذبحة كربلاء عن تهديم بيت الصرخي ومكاتبه وغلق مساجد وتشريده مع عائلته واعتقال وقتل مقلديه ونشر المواقع الإعلامية مشاهد قتل وتعذيب وحشية جدًا مع التساؤل المستمر هل اختلافه في آلية حل معضلة داعش تستدعي كل هذا الإرهاب بحقه؟ لاحقاً أنصار المرجع الصرخي تسائلوا عن غياب الطيران في ضرب قوافل داعش قبل احتلال الموصل وتواجده القوي لضرب الأصوات المعارضة للحكومة واستعداده لقصف المدينة المقدسة ، كان هذا الهجوم قد سبقه اتهام بالسعي لاحتلال العتبات المقدسة لكن الصرخي نفى ذلك ببيان واضح قبل عام من الهجوم وبين رأيه كمرجع ومطالبه بوجوب استثمار المزارات الدينية لخدمة الشعب العراقي وحمايتها من قبل الدولة ومنع تملكها من جهات محددة ولم يدعوا أبدا لأي صراع مسلح لأي سبب كان

## المعركة الفكرية العقائدية ضد داعش
بعد مجزرة كربلاء كان يتوقع كتم صوت المرجع الصرخي تماماً لكن الصرخي عاد للبروز من خلال المحاضرات والتسجيلات الصوتية والبيانات المسموعة، كان يرى أنَّ داعش لا يمكن هزمها عسكريًا وأنَّ الشعب العراقي يحتاج إلى حملة فكرية لهزيمة داعش وإلّا فسوف ينتهي الحال إلى فقدان الآلاف من الشباب العراقي وتستمر داعش بالتمدد ونقل عنه قوله: (إنَّ المعركة معهم خاسرة، ولن يوازنها إلّا نظراء لهم في العقيدة) لذا ولمنع هزيمة ثانية قد تحل بالجيش فإن المرجع الصرخي لم يعتزل بعد تهديم داره بل تصدى بنفسه لقيادة تلك الحملة الفكرية والعقائدية من خلال وسائل التواصل وباشر ببث سلسلة محاضرات عقائدية وتاريخية وأمر بنشرها في كل صفحات النت لتغطية أي موقع ممكن لدعاة الفكر المتطرف الاطلاع عليه وتفويت أي فرصة أن يبقى بينهم غافل،

### وقفات مع توحيد التيمية التجسيمي الأسطوري
تضمنت حملة الحسني الصرخي الفكرية التحرك في محورين: الأول: القضاء على أسس وأسباب عقيدة التكفير التي تتبناها داعش وتكفر على ضوئها كل المذاهب التي لا تؤمن بالتوحيد السلفي المبني على رؤية ابن تيمية واتهامهم كل من يخالفه بالشرك والكفر، الصرخي ناقش تلك العقيدة وبين أدلة تورط الفكر التيمي بأشد أنواع التجسيم ووصف ابن تيمية بشيخ التجسيم والشرك في سلسلة محاضرات وقفات مع توحيد ابن تيمية الجسمي الأسطوري

### تفنيد أدلة وجوب إقامة دولة إسلامية تتبع الفكر السلفي
المحور الثاني للحملة: تمثل بمناقشة الأدلة التي يعتمد عليها أصحاب الفكر التكفيري في سعيهم لإقامة دولة خلافة إسلامية حيث أبطل المرجع الصرخي الأدلة التي يعتمد الفكر السياسي والعقائدي الداعشي عليها لإقامة دولة الخلافة المزعومة، الصرخي ناقش ورد على أدلتهم بحسب المنهج الذي يتبنوه هم وأثبت من خلال الأدلة العقلية والنقلية تاريخيًا أنَّ دولة الخلافة المدعاة والتي يتبناها ابن تيمية قد أقيمت فعلاً وانتهت بموت الخليفة الثاني عشر للفكر التيمي مهديهم المنتظر وهو الوليد بن يزيد وأنَّ أي دولة بعد ذلك ستكون حسب الفكر التيمي من الهرج الذي يسبق الساعة. لاحقًا عرج المحقق الصرخي إلى سرد تاريخي شامل لسياسات ملوك وسلاطين الدول والأنظمة التي حضيت بتأييد أئمة الفكر الداعشي التكفيري وبين الحسني أوجه الخلل الخفية فيها وأنَّ كل ما يتهم الدواعش به بقية الفرق الإسلامية قد قام به وفعله أئمة وسلاطين الدولة التيمية وتورطهم بتهديم وتضييع وإسقاط الخلافة الإسلامية، وعقد الحسني مقارنات بين ما جرى في تلك العصور ومشابهته لما يدور في هذا العصر وثم ينتهي بحثه العقائدي والتأريخي بأحداث زوال الخلافة العباسية وسقوط مدينة بغداد على يد تحالف المغول والصليبيين 

### ضربة قاصمة للعقيدة التكفيرية
يعتقد مؤيدوا الصرخي أنَّ حملته الفكرية قادت إلى ضعضعة وزلزلة العقيدة الداعشية وأن حملتهم وصلت إلى كل قادة وعلماء ومفكري الأمة الإسلامية متحدين أئمة الفكر الداعشي بالرد العلمي على ما ورد ووجهوا الدعوات لترك التكفير والركون إلى البحث والنقاش دون تمكن أرباب المنهج السلفي من الرد لحد هذا اليوم، ويرون أن حملتهم أوقفت المد الداعشي الهائل وقطعت إمدادادت الهجرة البشرية مما مكّن القوات الأمنية والجيش العراقي من محاصرة مناطق سيطرة داعش وأن يواجه العراقيون تنظيماً خائر العقيدة وأنه لولا الحرب الفكرية لاستمر الجندي العراقي يواجه جندي داعشي شديد الإيمان راسخ العقيدة بصحة التكفير مما يعني خسارة أعداد ضخمة من الشعب العراقي وأن تحرير كل بيت وكل منطقة صغيرة يتطلب أن تخسر القوات الأمنية خسائر فادحة مقابل مكاسب صغيرة وهذا ما كان يجري قبل تلك الحملة الفكرية من خسائر بشرية هائلة بحسب ما يؤكدونه وتؤكده المصادر حول تغير داعش من الهجوم والتمدد إلى الانكماش والهزيمة في تلك الفترة. يشار أيضًا إلى أنَّ تلك الحرب الفكرية قادت إلى حركات التحرر من العقيدة السلفية والتمرد عليها وتحرك الطائفة السنية للتخلص من سيطرة سلفية جثمت وابتلعت العقيدة السنية ويرى الصرخيون أن الحرب الفكرية أدت إلى مؤتمر الشيشان الذي أعلن فيه علماء السنة والجماعة البراءة من ابن تيمية وأفكاره وإرجاع المذاهب السنية إلى الاعتدال الإسلامي ونبذ التطرف. وكذلك يعتقدون أن وصايا المرجع الصرخي الموجهة للحكام العرب قادت بشكل غير مباشر إلى تشجيع تحرك الحكومات العربية مثل الحكومة المصرية وحكام السعودية نحو الانفتاح على بقية الفرق الإسلامية وانفلات قبضة الفكر التكفيري المتشدد في المجتمع الإسلامي، وان ذلك النجاح عزز فكرة توحد الأمة الإسلامية تحت مرجعية علمية موحدة لاتفرق بين الطوائف الأخرى وإنهاء المذهبية.

## الاضطهاد
يعتقد أنصار السيد الصرخي أنهم الشريحة الأكثر اضطهادًا في العراق الحديث وبشكل لم تتعرض له الأقليات والطوائف الأخرى. من خلال عشرات اللقاءات الصحفية معهم عبّر الصرخيون عن إيمانهم بأنهم هم الفئة التي تعرضت لأبشع الاضطهاد منذ نظام صدام والاحتلال من بعده ثم نظام الملالي والولي الفقيه الأجنبي وإلى الأحزاب الدينية، وبالإضافة لما نالهم من هجمات وإباحة الدم وتهميش وإبعاد عن الساحة وتهديم مساجدهم وغلقها وقتلهم وسجنهم. وبث التهم الكثيرة ضدهم، كمثال لذلك أنهم الفئة الوحيدة في العراق التي يتم حرمانها من أبسط حقوقهم الدستورية كحقهم في التظاهر السلمي إذ تسعى الأحزاب الحاكمة إلى وصف أي تظاهرة شعبية تخرج للمطالبة بالحق فتوصف بأنها تتبع للصرخي، مما تستخدمه الأحزاب الحاكمة بأنه عذر كافي لقمعها، ويتسائل الصرخيون عن تلك الفقرة من الدستور والتي نصت على استثناء أتباع الصرخي من المشاركة في التظاهرات السلمية دون بقية الشعب وعن المادة القانونية التي جعلت مشاركتهم تبيح دماء المتظاهرين، هناك أدلة مرئية ومسموعة تثبت تورط مسؤولي الأحزاب الحاكمة بانتهاك حق التيار الصرخي في التظاهر السلمي مما يشكل دليل ملموس على الاضطهاد غير المبرر، ما جرى من أحداث في المدينة المقدسة بحقهم هو من أدلة الاضطهاد الكبير وسميت بمجزرة كربلاء وإلى الآن لم تقام محاكم لمحاسبة المتورطين بالجريمة مع صمت عالمي غير مبرر، يتسائل أنصار الصرخي عن المسوّغ القانوني الذي يسمح بقتلهم وتعذيبهم واعتقالهم من منازلهم فقط لأن مرجعهم رفض فتوى مرجع آخر وخالفت وجهة نظره الرأي الحكومي في آلية وكيفية مكافحة تنظيم داعش الإرهابي، الاتهام بالاضطهاد مدعوم بوثائق كثيرة تمتد لأكثر من 17 عام من بينها ملاحقة وتهديد المرجع بالقتل دون مبرر يوجب ذلك ومن قبيل قصف بيته ومكتبه بالطائرات والأسلحة الثقيلة دون مسوغ قانوني، الحزب الحاكم آنذاك بررّ الهجوم أنه كان بحجة العثور على مصنع لتفخيخ السيارات ولا وجود لمثله في الشرق الأوسط، أتباع المرجع الحسني يفندون تلك التهمة من خلال تصوير مباشر صاحب عمليات الاقتحام لحظة بلحظة ولا يظهر فيه أي مما ذكره الناطق باسم الحزب الحاكم مما يشكّل إدانة للهجوم، تهمة أخرى استخدمتها الأحزاب الحاكمة بالسعي لاحتلال العتبة المقدسة، أتباع الصرخي يعبرون عن سخف تلك التهمة، وكذلك أن الهجوم كان من قبل الحزب الحاكم وليس من قبل أنصار الصرخي وأنه كان بعيد بمساحة شاسعة عن العتبات المقدسة، وكيل مرجعية الصرخي قدّم أدلة ووثائق فيديوهات مصورة تثبت أنَّ المكتب كان خاليًا من تلك الجيوش المزعومة التي ستحتل العتبات المقدسة عدا الحراسات المكلفة بحماية المكتب وأنَّ الهجوم المزعوم على العتبات يتطلب جيوش كبيرة وأسلحة ثقيلة فعن أي احتلال تتحدث الأحزاب الحاكمة مذكرين بنفس التهمة التي استخدمها رئيس الوزراء لقمع احتجاجات الغربية بحجة السلاح الثقيل ومرة أخرى لم يتم العثور على أي السلاح، بالإضافة إلى حقيقة أنَّ الاعتقالات تمت من خلال مداهمة منازل أتباع الصرخي في كافة نواحي المدينة ولم يكن هناك أي تحشد مزعوم أو تسلح عدا الحراسات المكلفة بحماية منطقة البراني وهي تمثل أقل حماية متوفرة قياسًا ببقية المرجعيات التي يشار إلى أنها فرق كاملة في محيط مكاتبها لذا يعتقد أنصار الصرخي أنَّ كل تلك الادعاءات لا أساس لها ولا تبرر الهجوم ولا تبرر القتل والتعذيب الذي مورس بحقهم، يشير منتقدون لسلوك حكومة المالكي بأن المرجعية العراقية لو كانت تبتغي إشعال الحرب فإن الفوضى كانت ممكن إيقاعها في عموم الجنوب العراقي ولكن انسحاب المرجع الصرخي ومنعه أنصاره من القتال الهجومي يثبت صحة نواياه في رفض الاقتتال ورفض إباحة الدم وينسب كل ما جرى إلى رغبة أحزاب ولاية الفقيه بإسكات وإزاحة الأصوات المعارضة من المدن المقدسة
مما يشار إليه بهذا الصدد حول قضية الاضطهاد الفكري والاجتماعي هو سعي بعض الحوزات لمنع نشر مؤلفاته وكتبه ونتاجاته الفكرية في المكتبات الشيعية رغم أنها يفترض نتاجات فكرية شاركت بإثراء المكتبة الإسلامية والشيعية، ومن الأمور المثيرة للانتباه إن من يتصفح النت كثرة المواضع المسيئة لهذا المرجع بالتحديد من مواقع تدين بالولاء للولي الفقيه الإيراني، أتباع الصرخي يتسائلون عن علة ومبرر ذلك الاستعداء سوى أنه يختلف معهم في وجهات النظر وأنه لم يرتكب أي جرم يبرر هذه الحرب وأنَّ إعلانه الاجتهاد والأعلمية ومناقشة آراء العلماء الآخرين لا يعتبر إساءة في العرف الحوزوي، يرى مراقبون من الوسط الشيعي أن ذلك النمط من التفكير الإقصائي انتشر مع تحول المرجعيات الدينية العلمية إلى ما يشبه المؤسسات الحكومية على غرار مؤسسات الإفتاء للطوائف الأخرى وفقدت المرجعية الشيعية تفردها واستقلالها الذي امتازت به على مرّ التاريخ وصارت أشبه بمؤسسات فتوائية لا تعتمد على نظام الأعلمية بل على نظام الأغلبية والدعم الإعلامي الحكومي وصار المكلف يتم تلقينه أنَّ نقد آراء مرجعه هو إساءة تستوجب الرد العنيف، أنصار الصرخي يرون أنَّ كل ذلك لم يكن موجود قبل انتشار الفكر المؤسساتي وكان الرأي العلمي يقابل بالرأي المقابل، لا شك أنَّ أي تصفح بسيط لصفحات النت يبين حجم الاضطهاد والاعتداء الذي تتعرض له تلك المرجعية مما قد يستوجب إصدار قانون بخصوص تلك الفئة لكن أنصار الصرخي جمدوا إصدار قانون دولي بشأن المجازر واعتبارهم أقلية محمية لرغبة المرجع بأن تبقى مظلوميته كجزء من مظلومية الفرد العراقي وأن لا يعتزل بأنصاره كأقلية رغم أنَّ تحقق ذلك يضمن لهم وضع أكثر أمنا ومحاسبة من يتورط باضطهادهم على غرار بقية الأقليات. إضافة لذلك يرفض الصرخي تقسيم العراق إلى أقليات سنية وكردية ومسيحية ويرى أنَّ الاضطاد يشمل الجميع وأنه لن يطالب لأنصاره حق حرم منه بقية شرائح الشعب العراقي.

## نبذة من مؤلفات المرجع الصرخي
| - (البحوث الأصولية والفقهية) - الفكر المتين- المدخل الجزء1 أصالة البراءة - الفكر المتين– المدخل الجزء2 أصالة البراءة - الفكر المتين– المدخل الجزء2 مبحث الأوامر - الفكر المتين– المدخل الجزء4 أصالة الاحتياط - منهج الأصول– الجزء7 القسم الأول– حالات للأمر - منهج الأصول– الجزء7 القسم الثاني– مبحث الضد - رسالة في نجاسة الخمر– بحث فقهي استدلالي - الفصل في القول الفصل– بحث فقهي - الفصل في الفريضة المعطلة الجزء الأول - الفصل في الفريضة المعطلة الجزء الثاني - شٌبهة مستحكمة- بحث فقهي - لا تنافي ولا غفلة ولا تهافت في كلام السيد الصدر - التدخين في نهار الصوم- بحث استدلالي مبسط - (التفسير) - الإنية والوجود والكشف والشهود - رب السموات السبع ورب الأرضين السبع - يوسف ومعونة الظالم - بحث حول تحريف القرآن - النور والظلمات - خلق الأرض وعلي في القرآن - ذكر اللام وتكرارها - اختلاف أمتي رحمة.. نقمة - (البحوث التاريخية) - وقفات مع توحيد ابن تيمية الجسمي الأسطوري - الدولة المارقة في عصر الظهور منذ عهد الرسول (صلى الله عليه وآله وسلم) | - (الرسالة العملية والفتاوى) - المِنْهَاجُ الوَاضِح– بحوث أخلاقيّة-القسم 1 - المِنْهَاجُ الوَاضِح– بحوث أخلاقيّة-القسم 2 - المنهاجُ الواضحُ كتابُ الاجتهادِ والتقليدِ– كتابُ الطهارةِ - المنهاجُ الواضحُ فقه الدماء الثلاثة - المنهاجُ الواضحُ كتابُ الصّلاةِ - كتابُ الصيامِ كتابُ الخمسِ كتابُ الحجِّ - المنهاجُ الواضحُ كتابُ التجارة - كتاب الجعالة- كتاب السَبْق والرِماية- كتاب العارية - كتاب الوصيّة- كتاب الوقف- كتاب الدَيْن - المنهاجُ الواضحُ- كتاب النكاح - كتاب الأطعمة والأشربة- كتاب الصيد والذباحة - كتاب الميراث - مختصر الأحكام الشرعية - مسائل وردود الجزء 1 - مسائل وردود الجزء 2 - نصائح وإرشادات (القسم الأول) - نصائح وإرشادات (القسم الثاني) - (البحوث العقائدية) - الدجال - السفياني - عبادة الأصنام -بحث عقائدي مبسط - علي (عليه السلام) وولاية الشام - صلح الإمام الحسن (عليه السلام) - الإخلاص - بحث عقائدي مبسط - قبسات حسنية في الحقيقة الحسينية | - علي حُبّه جُنّة - نزيل السجون - أهل السنة وحبّ العترة - اتّباع الحقّ هو الوحدة - الخضر ونصرة المنتظر - الخضر ونصرة المنتظر، لقاء الحجة، قم وكوفان - (الفسلفة والمنطق) - فلسفتنا بأسلوب وبيان واضح الحلقة الأولى - (الإسلام ما بين الديمقراطيّة الرأسماليّة والاشتراكيّة والشيوعيّة) - المنطق وأصول الفقه الجزء الأول - المنطق وأصول الفقه الجزء الثاني - المنطق وأصول الفقه الجزء الثالث - (البحوث الأخلاقية) - معراج المؤمن - روح الصلاة - العبادة في شهر رمضان والتكامل الاجتماعي - الرحيل إلى الآخرة - الطهارة والرٌّقي الاجتماعي القسم1 - التقليد والسير في طريق التكامل - الآداب المعنوية للصلاة |

## مؤلفات أخرى أثْرت المكتبة الإسلامية
| - (السلسلة الذهبية) وهي مجموعة مؤلفات مرتبة في حلقات وصلت إلى (32) حلقة توضح كيفية الظهور المقدس وعلاماته والاستعداد له وتهيئة القواعد الشعبية لاستقبال أطروحة المهدي المنتظر (عجّل الله فَرَجَه) وقد فتح السيد الحسني الباب للمكلفين لكتابة بحوثهم حول الإمام المخلص المنتظر وكيفية نصرته وتمثل هذه السلسلة باباً لـ (موسوعة الإمام المهدي) وشرحاً لنظريات السيد الصدر الثاني وقد أفتى المرجع بوجوب قراءة حلقات هذه السلسلة. - (السلسلة الوافية) وهي عبارة عن سلسلة حلقات وصلت الآن إلى الكتاب رقم (36) وتغطي الإشكالات والشبهات التي وُجِهَت إلى العلماء وآرائهم كالتي وُجِهَتْ إلى محمد باقر الصدر والسيد الثاني وعلى السيد الحسني وعلى الإمام المهدي، وقد فَتَحَ المرجع المجال للمكلفين لطرح آرائهم ومناقشاتهم الفكرية حول الإشكالات التي يمكن أن تُسَجَل على أطروحة الإمام وما يتعلق بظهوره، وقد أفتى المرجع الصرخي بوجوب قراءة حلقات هذه السلسلة، وتحوي بمجموعيهما العناوين التالية. - الغرب والإمام المنتظر - الأعلمية ومهمة التمهيد - النجف مصدر الإشعاع المهدوي - الإمام المهدي بين الطف والغري - أخيار العراق ورايات المشرق - القنديل الأخضر - الاستعداد لنصرة المعصوم (عليه السلام) - بحث في ولاية الفقيه - الثورة الحسينية والدولة المهدوية - الشهاب الأنور - المهدي (عليه السلام) على الأبواب - المهدي (عليه السلام) في الإنجيل - ظهور الحسني والقضية المهدوية - الحق المبين في العلامات اليقين - المرجع الناطق والمهدي الموعود - امرأة تقع في الظالمين قتلًا - المرجعية والمواجهة - المهدي (عليه السلام) والنواب - الوصية وضلال بعض الأمم - التقية وقرب الظهور المقدس - خطبة (23) - أميرة ٌ.. جارية ٌ.. والدة - الوسيلة إلى داعي الحق - نور علي (عليه السلام) وشعاع المهدي (عليه السلام) - الحكمة الإلهية والخطة الأميركية - عم يتساءلون - الولاية بين المنشأ والهدف - المرأة والدولة المهدوية - أئمة عبر التاريخ - الإمام العسكري يحذّر - من صيحات السفياني/ مطبوع. - أساليب ابن العاص في المناظرة/ مطبوع. | - الحجج البالغة والأدلة الدامغة - المرأة والحجاب - عالم بين جهّال/ مطبوع. - شبهات على المحك/ مطبوع. - ثورة الزهراء (عليها السلام)/ مطبوع. - المرجعية في العراق/ مطبوع. - صدق الكلام في رد الأوهام/ مطبوع. - أهل الغدر والخيانة - أيها الصدر الشهيد ظلموك حياً وميتاً - الخوئي والصدر والمدرسة الأصولية - رسالة تحت المجهر - حقائق - الجهاد والأعلمية - الأمة بعالمها - الصدر والتكتيك - الوجدان ودليل الحق - نظرة في مرجعية السيد الولي - ارجع يا بن فاطمة - نعم.. شباب العراق هكذا - امرأتان في حوار - البحث الخارج وتصاعد الاعتداءات - السفير الخامس على أعتاب التاريخ - ذو العين الواحدة - شذرات مضيئة في القضية المهدوية - ألا من ناصر ينصرنا - اليعقوبي في مناظرة - الحجاب وسعادة المرأة - خيبة أمل عند أصحاب الجمل - الرد على رسالة عتاب - الفصل في رحلة الكشف والنظرية القصدية - الفصل في نظرية الطور المهدوي - الفصل في التطبيق بين أصل الخلق والطور المهدوي - المرجعية وطرق تحديد الأعلم. - المرجعية بين الوهم والحقيقة. - الأعلمية والكيل بمكيالين. - رياح المنافقين. - في رحاب السيد الشهيد. - السفور والتبرج (نداء إلى المرأة المسلمة). - هيهات منّا الذلة. - الزواج في الإسلام. |

## شهادات ذوي الخبرة
- أ- شهادة أهل الخبرة بالمعنى الأخصّ (أصحاب الاختصاص في هذا المجال) ممّن شهد بأعلميّة السيّد الصرخي ومنهم:
- السيّد يوسف الحسيني، الشيخ الدكتور غسان البهادلي، الشيخ الأستاذ باسم الزيدي، الشيخ هادي البديري، الشيخ رياض الكرعاوي، الشيخ قاسم المياحي، الشيخ نصير العويدي، الشيخ الأستاذ علي الدراجي، وكذلك العديد مِن العلماء وطلبة البحوث الخارج في داخل العراق وخارجه.
- ب- شهادة أهل الخبرة بالمعنى الأعمّ؛ أي من الحوزة وخارجها، ويقصد من امتلك الحدّ الأدنى من الثقافة الفكريّة أو الأكاديميّة واطّلع على دليل الصرخي الحسني بإنصاف بعد التجرّد عن التحيز، إذ يستطيع كلّ من هؤلاء أن يناظر تلك العناوين الحوزويّة وغيرها ويبيّن أحقّيّة السيّد الحسني، كما حصل في العديد من المواقف والمناظرات.

## وصلات خارجية
- الموقع الرسمي